# Sei giorni di Zurigo
La Sei giorni di Zurigo è una competizione di ciclismo su pista che si svolge ogni anno a Zurigo, in Svizzera, nell'arco di sei giorni. 
Nata nel 1954, la corsa ha visto trionfare Hugo Koblet, Rik Van Steenbergen, Rudi Altig, Peter Post, Patrick Sercu ed Eddy Merckx.

## Albo d'oro
Aggiornato all'edizione 2014.
| Anno    | Vincitori                               | Secondi                               | Terzi                                   |
| ------- | --------------------------------------- | ------------------------------------- | --------------------------------------- |
| 1954    | Hugo Koblet & Armin Von Büren           | Walter Bucher & Jean Roth             | Gerrit Peters & Gerrit Schulte          |
| 1955    | Walter Bucher & Jean Roth               | Gerrit Peters & Gerrit Schulte        | Dominique Forlini & Georges Senfftleben |
| 1956    | Key-Werner Nielsen & Gerrit Schulte     | Walter Bucher & Jean Roth             | Reginald Arnold & Ferdinando Terruzzi   |
| 1957    | Gerrit Schulte & Armin Von Büren        | Emiel Severeyns & Rik Van Steenbergen | Walter Bucher & Jean Roth               |
| 1958    | Fritz Pfenninger & Jean Roth            | Emiel Severeyns & Rik Van Steenbergen | Reginald Arnold & Ferdinando Terruzzi   |
| 1959    | Emiel Severeyns & Rik Van Steenbergen   | Reginald Arnold & Walter Bucher       | Peter Post & Gerrit Schulte             |
| 1960    | Palle Lykke Jensen & Key-Werner Nielsen | Walter Bucher & Fritz Pfenninger      | Reginald Arnold & Ferdinando Terruzzi   |
| 1961    | Emiel Severeyns & Rik Van Steenbergen   | Klaus Bugdahl & Fritz Pfenninger      | Peter Post & Rik Van Looy               |
| 1962    | Klaus Bugdahl & Fritz Pfenninger        | Rudi Altig & Sigi Renz                | Rik Van Looy & Rik Van Steenbergen      |
| 1963    | Fritz Pfenninger & Peter Post           | Klaus Bugdahl & Sigi Renz             | Rik Van Looy & Rik Van Steenbergen      |
| 1964    | Fritz Pfenninger & Peter Post           | Emiel Severeyns & Rik Van Steenbergen | Freddy Eugen & Palle Lykke Jensen       |
| 1965    | Fritz Pfenninger & Peter Post           | Freddy Eugen & Palle Lykke Jensen     | Rudi Altig & Dieter Kemper              |
| 1966    | Rudi Altig & Sigi Renz                  | Fritz Pfenninger & Peter Post         | Klaus Bugdahl & Patrick Sercu           |
| 1967    | Freddy Eugen & Palle Lykke Jensen       | Klaus Bugdahl & Patrick Sercu         | Fritz Pfenninger & Peter Post           |
| 1968    | Klaus Bugdahl & Fritz Pfenninger        | Peter Post & Patrick Sercu            | Dieter Kemper & Horst Oldenburg         |
| 1969    | Klaus Bugdahl & Dieter Kemper           | Louis Pfenninger & Peter Post         | Patrick Sercu & Alain Van Lancker       |
| 1970    | F. Pfenninger, Spahn & Post             | Altig, Fritz & L. Pfenninger          | Renz, Schneider & Sercu                 |
| 1971    | Bugdahl, Kemper & L. Pfenninger         | Fritz, Renz & F. Pfenninger           | Peffgen, Schulze & Spahn                |
| 1972    | Fritz, Peffgen & Gilmore                | Renz, Schulze & Spahn                 | Bugdahl, Kemper & L. Pfenninger         |
| 1973    | Léo Duyndam & Piet de Wit               | Albert Fritz & Cees Stam              | Louis Pfenninger & Erich Spahn          |
| 1974    | Klaus Bugdahl & Graeme Gilmore          | Léo Duyndam & Louis Pfenninger        | Günther Haritz & Udo Hempel             |
| 1975    | Günther Haritz & Patrick Sercu          | Udo Hempel & René Savary              | René Pijnen & Roy Schuiten              |
| 1976    | Albert Fritz & Wilfried Peffgen         | Günther Haritz & René Pijnen          | Klaus Bugdahl & Patrick Sercu           |
| 1977    | Eddy Merckx & Patrick Sercu             | Daniel Gisiger & René Pijnen          | Udo Hempel & René Savary                |
| 1978    | René Pijnen & René Savary               | Donald Allan & Danny Clark            | Albert Fritz & Wilfried Peffgen         |
| 1979    | Albert Fritz & Patrick Sercu            | René Pijnen & René Savary             | Donald Allan & Danny Clark              |
| 1980    | Roman Hermann & Horst Schütz            | Albert Fritz & Udo Hempel             | Gert Frank & Jørgen Marcussen           |
| 1981    | Albert Fritz & Dietrich Thurau          | Urs Freuler & René Savary             | René Pijnen & Patrick Sercu             |
| 1982    | Robert Dill-Bundi & Urs Freuler         | Danny Clark & Patrick Sercu           | Albert Fritz & Henry Rinklin            |
| 1983    | Urs Freuler & Daniel Gisiger            | Gert Frank & Hans-Henrik Oersted      | Albert Fritz & Dietrich Thurau          |
| 1984    | Urs Freuler & Daniel Gisiger            | Josef Kristen & Henry Rinklin         | Anthony Doyle & Gary Wiggins            |
| 1985    | Gert Frank & René Pijnen                | Urs Freuler & Daniel Gisiger          | Roman Hermann & Sigmund Hermann         |
| 1986    | Urs Freuler & Daniel Gisiger            | Stan Tourné & Étienne De Wilde        | Joaquim Schlaphoff & Dietrich Thurau    |
| 1987    | Urs Freuler & Dietrich Thurau           | Anthony Doyle & Roman Hermann         | Volker Diehl & Roland Günther           |
| 1988    | Daniel Gisiger & Jörg Müller            | Adriano Baffi & Pierangelo Bincoletto | Urs Freuler & Roman Hermann             |
| 1989    | Adriano Baffi & Pierangelo Bincoletto   | Daniel Gisiger & Jörg Müller          | Acácio da Silva & Sigmund Hermann       |
| 1990    | Adriano Baffi & Pierangelo Bincoletto   | Urs Freuler & Hansruedi Maerki        | Stefan Joho & Werner Stutz              |
| 1991    | Stefan Joho & Werner Stutz              | Étienne De Wilde & Bruno Holenweger   | Kurt Betschart & Bruno Risi             |
| 1992    | Kurt Betschart & Bruno Risi             | Adriano Baffi & Pierangelo Bincoletto | Urs Freuler & Peter Pieters             |
| 1993    | Kurt Betschart & Bruno Risi             | Étienne De Wilde & Jens Veggerby      | Adriano Baffi & Pierangelo Bincoletto   |
| 1994    | Urs Freuler & Carsten Wolf              | Kurt Betschart & Bruno Risi           | Adriano Baffi & Étienne De Wilde        |
| 1995    | Kurt Betschart & Bruno Risi             | Silvio Martinello & Marco Villa       | Étienne De Wilde & Andreas Kappes       |
| 1996    | Kurt Betschart & Bruno Risi             | Silvio Martinello & Marco Villa       | Andreas Kappes & Carsten Wolf           |
| 1997    | Silvio Martinello & Marco Villa         | Kurt Betschart & Bruno Risi           | Adriano Baffi & Joan Llaneras           |
| 1998    | Kurt Betschart & Bruno Risi             | Silvio Martinello & Marco Villa       | Jimmi Madsen & Scott McGrory            |
| 1999    | Kurt Betschart & Bruno Risi             | Matthew Gilmore & Scott McGrory       | Andreas Kappes & Jimmi Madsen           |
| 2000    | Betschart, Risi & M. Zberg              | Baffi, Llaneras & Richard             | Braikia, Madsen & B. Zberg              |
| 2001    | Gilmore, McGrory & Schnider             | Aebersold, Beikirch & Madsen          | Betschart, Risi & M. Zberg              |
| 2002-05 | non disputata                           | non disputata                         | non disputata                           |
| 2006    | Franco Marvulli & Bruno Risi            | Robert Bartko & Iljo Keisse           | Guido Fulst & Leif Lampater             |
| 2007    | Franco Marvulli & Bruno Risi            | Robert Bartko & Iljo Keisse           | Michael Mørkøv & Danny Stam             |
| 2008    | Bruno Risi & Danny Stam                 | Joan Llaneras & Franco Marvulli       | Alexander Aeschbach & Leif Lampater     |
| 2009    | Franco Marvulli & Bruno Risi            | Christian Grasmann & Leif Lampater    | Alexander Aeschbach & Tristan Marguet   |
| 2010    | Robert Bartko & Danilo Hondo            | Alexander Aeschbach & Franco Marvulli | Léon van Bon & Danny Stam               |
| 2011    | Iljo Keisse & Franco Marvulli           | Silvan Dillier & Glenn O'Shea         | Robert Bartko & Danilo Hondo            |
| 2012    | Kenny De Ketele & Peter Schep           | Danilo Hondo & Roger Kluge            | Tristan Marguet & Franco Marvulli       |
| 2013    | Silvan Dillier & Iljo Keisse            | Jasper De Buyst & Kenny De Ketele     | David Muntaner & Albert Torres          |
| 2014    | Mark Cavendish & Iljo Keisse            | Silvan Dillier & Leif Lampater        | Jasper De Buyst & Kenny De Ketele       |